# Jan Graubner
Jan Bosco Graubner (* 29. srpna 1948, Brno) je  český římskokatolický duchovní, biskup, od roku 2022 37. arcibiskup pražský a 25. primas český. V letech 1992–⁠2022 sloužil jako 14. arcibiskup olomoucký a metropolita moravský. V letech 2000 až 2010 byl předsedou České biskupské konference a znovu jím byl zvolen 28. dubna 2020. Od roku 2015 je velkopřevorem Řádu Božího hrobu v České republice.
Olomouckou arcidiecézi převzal v roce 1991 po smrti arcibiskupa Vaňáka nejprve jako pomocný biskup, kterým byl od roku 1990, rok poté jej pak papež Jan Pavel II. jmenoval sídelním arcibiskupem.
Dne 13. května 2022 byl jmenován pražským arcibiskupem. Intronizován byl 2. července 2022. Je považován za reprezentanta konzervativního křídla katolické církve. Sám se ale za konzervativce nepovažuje.

## Životopis
Narodil se v Brně jako jeden z pěti sourozenců (má dvě sestry a dva bratry) Janu Graubnerovi a Ludmile roz. Michálkové. Jeho otec byl zámožným podnikatelem, společně se svými rodiči a bratry vlastnil prosperující továrnu na pánské prádlo Bratři Graubnerovi. Po nastolení komunistického režimu byla firma znárodněna a přejmenována na národní podnik Šohaj. Po znárodnění firmy byl Graubnerův strýc poslán do vězení a tatínek musel nastoupit k pomocným technickým praporům. Matka s dětmi se posléze přesunula do výminku na statku ve Strážnici, odkud Graubnerova rodina pochází. Na výminku žili v potupných životních podmínkách, obývali jednu větší místnost, oblečení se dědilo ze sourozence na sourozence a matka živila děti pouze z žoldu, který jí manžel posílal z vojny. Matka děti vedla k náboženské víře, chodily ministrovat. Jan měl kvůli svému náboženskému vyznání problémy ve škole, kde učitel mluvil o zlých kapitalistech.
V roce 1967 zde vystudoval Střední všeobecně vzdělávací školu a poté rok pracoval ve Zlíně jako dělník, aby získal „dělnický původ“. V roce 1968 zahájil v Olomouci studia teologie, na kněze byl vysvěcen 23. června 1973. Mezi lety 1973 a 1982 působil jako kaplan ve Zlíně a ve Valašských Kloboukách. Už během tohoto působení se jako mnoho dalších římskokatolických duchovních dostal do hledáčku Státní bezpečnosti a několikrát se musel podrobit výslechům, kdy byl někdy na celý den odvezen pryč. Graubner se podle svých slov snažil s členy StB diskutovat mírně a nekonkrétně.
V této době se výrazně podílel na rozvoji hnutí Fokoláre v Československu, jehož hlavou byl Karel Pilík. Od roku 1982 do března 1990 byl farářem ve Vizovicích, kam byl komunisty poslán, za to, že se scházel mimo kostel a faru s mladými lidmi, zároveň působil jako administrátor excurrendo v Provodově (Malenisku) a Horní Lhotě.

### Biskup
Dne 17. března 1990 byl jmenován titulárním biskupem tagarijským a pomocným biskupem olomouckým. Vysvěcen byl 7. dubna téhož roku arcibiskupem Vaňákem a biskupy Otčenáškem a Cikrlem. Za biskupské heslo si zvolil větu Quod dixerit vobis facite (česky: Co vám řekne, učiňte).

#### Biskupská genealogie
Následující tabulka obsahuje genealogický strom, který ukazuje vztah mezi svěcencem a světitelem – pro každého biskupa na seznamu je předchůdcem jeho světitel, zatímco následovníkem je biskup, kterého vysvětil. Rekonstrukcím a vyhledáním původu v rodové linii ze zabývá historiografická disciplína biskupská genealogie.
1. kardinál Scipione Rebiba
2. kardinál Giulio Antonio Santorio
3. kardinál Girolamo Bernerio, OP
4. arcibiskup Galeazzo Sanvitale
5. kardinál Ludovico Ludovisi
6. kardinál Luigi Caetani
7. kardinál Ulderico Carpegna
8. kardinál Paluzzo Paluzzi Altieri Degli Albertoni
9. papež Benedikt XIII.
10. papež Benedikt XIV.
11. papež Klement XIII.
12. kardinál Marcantonio Colonna
13. kardinál Giacinto Sigismondo Gerdil, B
14. kardinál Giulio Maria della Somaglia
15. kardinál Carlo Odescalchi, SJ
16. kardinál Costantino Patrizi Naro
17. kardinál Lucido Maria Parocchi
18. papež Pius X.
19. papež Benedikt XV.
20. papež Pius XII.
21. arcibiskup Saverio Ritter
22. arcibiskup Josef Beran
23. arcibiskup Josef Karel Matocha
24. kardinál František Tomášek
25. biskup Antonín Liška
26. arcibiskup František Vaňák
27. Jan Graubner

### Arcibiskup olomoucký

Znak Jana Graubnera jako arcibiskupa olomouckého

Po smrti Františka Vaňáka převzal jako pomocný biskup správu diecéze a posléze byl 28. září 1992 jmenován arcibiskupem olomouckým, správu diecéze převzal 7. listopadu 1992. Pokračoval ve snaze svého předchůdce obnovit diecézní struktury a instituce zlikvidované v průběhu komunistického útlaku. V rámci obnovy církevního školství založil či obnovil celou řadu církevních škol, např. tehdejší Cyrilometodějské gymnázium (1992), VOŠS Caritas (1995), Stojanovo gymnázium (2001). Inicioval vznik Tříkrálové sbírky.
V období od 25. ledna 2000 do 24. března 2010 byl předsedou České biskupské konference (ČBK), od 24. března 2010 byl jejím místopředsedou. Dne 28. dubna 2020 byl do pozice předsedy ČBK zvolen po kardinálu Dominiku Dukovi podruhé. Zároveň je jejím delegátem pro charitativní činnost.
Byl předsedou přípravné komise Plenárního sněmu katolické církve v České republice. V roce 2014 se stal členem Řádu Božího hrobu a od roku 2015 je jeho velkopřevorem v České republice.

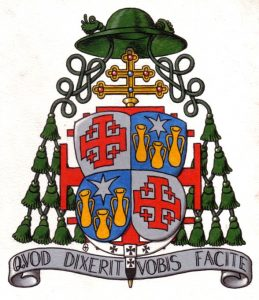
Znak Jana Graubnera jako velkopřevora Řádu Božího hrobu

Dne 17. května 2015 koncelebroval se Stanisławem kardinálem Dziwiszem v bazilice Navštívení Panny Marie na Svatém Kopečku u Olomouce slavnostní vzpomínkovou mši k 20. výročí návštěvy sv. Jana Pavla II. a jeho setkání s mládeží. Shromáždění věřících, při němž byl do ostatkové skříňky poblíž oltáře sv. Viktora uložen relikviář s ostatkem – krví – sv. Jana Pavla II., pozdravil prostřednictvím televizního přenosu z Říma Svatý Otec papež František.
V době pandemie covidu-19 roku 2020 několikrát celebroval mši svatou v Kapli Telepace v Ostravě, v přímém televizním přenosu TV Noe. Na podzim 2020 koronavirem onemocněl, byl hospitalizován a podle jeho vlastních slov byl jeho stav velmi vážný: „Ocitl jsem se na prahu věčnosti“. Věřící byli během jeho hospitalizace posléze vyzváni, aby se za něj modlili. Po několika týdnech hospitalizace se uzdravil. Graubner poté napsal děkovný list, v němž děkoval věřícím za modlitby za jeho uzdravení, v němž svůj stav nadále popisoval: „Situace byla vážná a já jsem Pánu za vše poděkoval a byl připraven odejít do jeho milosrdenství, ale zároveň jsem slíbil v práci pokračovat, pokud on bude chtít.”

Znak Jana Graubnera jako arcibiskupa pražského

### Arcibiskup pražský
Dne 13. května 2022 jej papež František jmenoval 37. arcibiskupem pražským, přestože mu v té době bylo téměř 74 let. V okamžiku svého jmenování se Jan Graubner stal administrátorem olomoucké arcidiecéze, a byl jím až do 2. července 2022, kdy se ujal úřadu pražského arcibiskupa. Jeho jmenování bylo velkým překvapením kvůli jeho věku a také tomu, že celý život působil na Moravě (k přeložení biskupa do jiné církevní provincie dochází velmi vzácně, na území Čech a Moravy se tak stalo naposledy v roce 1916, kdy byl arcibiskup pražský Lev Skrbenský z Hříště jmenován arcibiskupem olomouckým). Jeho nástupcem ve funkci arcibiskupa olomouckého a metropolity moravského byl v pátek 9. února 2024 jmenován papežem Františkem Mons. Josef Nuzík. 
Dne 29. srpna 2023 při dosažení svých 75. narozenin poslal Graubner papeži rezignační list, který je povinen poslat každý biskup při dosažení tohoto věku. Papež František Graubnera vyzval, aby ve funkci nadále setrval, dokud neučiní jiné rozhodnutí. Arcibiskup Graubner posléze prohlásil, že pokud mu to zdraví dovolí, je ochoten ve své funkci pokračovat, dokud bude potřeba.

## Akademická činnost
Od roku 1999 do roku 2021 byl předsedou správní rady Univerzity Palackého v Olomouci, na jejíž Cyrilometodějské teologické fakultě působil z titulu svého arcibiskupského úřadu jako její Velký kancléř.

## Názory
Jan Graubner v roce 2021 kritizoval počínání kontroverzní radní Hany Lipovské v Radě České televize, oznámil rovněž, že vyzval Hanu Lipovskou k rezignaci. Hana Lipovská tuto výzvu neuposlechla, později však byla odvolána poslanci. Hana Lipovská byla do Rady ČT původně navržena Českou biskupskou konferencí, její následné působení označil Graubner za „citelné ponaučení“ pro Českou biskupskou konferenci.
Zatímco jeho předchůdce kardinál Dominik Duka dával často najevo své politické názory, Jan Graubner je spíše znám tím, že se snaží působit nestranně. Stejně jako většina římskokatolické církve zastává konzervativní postoje.[chybí lepší zdroj]
Na otázku manželství homosexuálních páru odpověděl: „Mám k nim úctu jako ke každému jinému člověku. Mé přesvědčení o manželství a zdravé rodině však nepřipouští manželství lidí stejného pohlaví.”
Při otázce, jestli má radost z vítězství Petra Pavla v prezidentských volbách 2023, odpověděl neutrálně: „Věřím, že se podaří spojit síly pro dobro naší společnosti.“
Dne 3. března 2022, krátce po vypuknutí invaze na Ukrajinu, zaslal jménem českých a moravských biskupů list adresovaný moskevskému patriarchovi Kirillovi, v němž jej vyzval, aby se okamžitě zasadil o ukončení válečného konfliktu.
Na konci června 2024 arcibiskup Graubner připomínkoval návrhy revize rámcových vzdělávacích programů pro předškolní a základní vzdělávání, který vypracoval Národní pedagogický institut. Graubner měl připomínky k zasazení genderové problematiky do výuky dějepisu, ochraně klimatu a navrhl omezení práva na bezplatné vzdělávání pouze pro děti, které „nenarušují chod školy a vzdělávání ostatních“. Podle Graubnera je „popisování dějinných událostí pohledem genderu nadbytečné, ideologické a absurdní“ a je potřeba „odmítnout všechny pokusy zastřít odkaz na neodstranitelný pohlavní rozdíl mezi mužem a ženou“. Kritizoval také část, která si vytyčuje za cíl přípravu mladé generace na environmentální a technologické a sociální změny. Ochranu planety bez ohledu na zájmy a potřeby člověka označil za ideologickou. Také uvedl, že je nutné „více akcentovat roli člověka, který nechrání životní prostředí pro personifikovanou planetu a na vlastní úkor, ale naopak s ohledem na člověka a pro budoucí generace lidí.” Kritiku si vysloužil především jeho návrh na omezení dostupnosti školní docházky: „Je třeba revidovat systém, aby právo na vzdělávání bylo sice bezplatné a nárokové, avšak bylo k dispozici pouze dětem a rodičům, kteří nenarušují chod školy a vzdělávání ostatních žáků.“ Dle organizace pro informace ve vzdělávání EDUin to je přímo proti Listině základních práv a svobod.
Podporuje také ekumenismus a znění kytar při bohoslužbě.[zdroj?]

## Kritika
Arcibiskup Graubner byl v některých médiích opakovaně kritizován, mimo jiné v rámci aféry kolem arcibiskupských vinných sklepů a případu údajného Graubnerova krytí pohlavního zneužívání dětí farářem Františkem Mertou (trestní oznámení v této věci, zřejmě trestný čin nadržování, policie odložila jako bezpředmětné). Bohoslovec Václav Novák († 2018), který opakovaně na kauzu faráře Merty arcibiskupa Graubnera upozorňoval a shromáždil písemná svědectví řady obětí, napsal o Graubnerově postoji knihu Křičí hlasem zrady! (2003). Částí veřejnosti byla kritizována též jeho účast na Sudetoněmeckých dnech v roce 2002.

### Odvolání Marka Orko Váchy
Arcibiskup Graubner v polovině února 2025, odvolal kněze Marka Orko Váchu z pražské akademické farnosti při kostele Nejsvětějšího Salvátora. Důvodem byly stížnosti věřících na jeho vystoupení z 29. ledna 2025 v pořadu TV Noe Hospodin v hospodě. Arcibiskupství Váchovi poslalo odvolací dopis, podle kterého byl uvolněn z funkce s účinností od 15. února 2025. Váchovo odvolání vyvolalo silnou kritiku veřejnosti. Kritika přitom zaznívala zejména kvůli tomu, že s Váchou věc nikdo z nadřízených osobně neřešil a odvolání tak přišlo nečekaně, aniž by měl prostor reagovat. Za Váchu se postavila řada lidí i veřejně známých osobností. V neděli 16. února před arcibiskupským palácem odehrála demonstrace. Před palác přišli i kritici, kteří zastávají názor, že Graubner v minulosti kryl sexuální zneužívání. Společně žádali Graubnerovu demisi. Graubner však svou vinu odmítl.
Po vlně kritiky arcibiskupství vydalo podrobnější vyjádření, podle něhož sloužil mši na nevhodném místě a hrubě porušil ustálená pravidla bohoslužby. Arcibiskupství se přitom zaštítilo stanoviskem Liturgické komise ČBK, ovšem její předseda Martin David se distancoval od takovéto instrumentalizace stanoviska k odvolání. Deník N navíc zjistil, že sám arcibiskup v e-mailech vyzýval člena konzervativní organizace Opus Dei, aby věřící posílali na Váchu stížnosti. Samotné stanovisko kritizoval profesor teologie František Kunetka kvůli formalistickému a účelovému výkladu církevních předpisů, který popírá smysl těchto norem. Podle Kunetky se Vácha „provinil pouze tím, že ukázal na jednostrannost výkladu jednoho předpisu.“

Konflikt posléze Graubner s Váchou ukončil tím, že se oba dva vzájemně omluvili a společně vydali prohlášení:
V reakci na dění posledních dní chceme společně vyznat v předvečer blížící se postní doby své nedostatky a vzájemně se jeden druhému omluvit: za to, že jsme jeden druhého zranili způsobem slavení mše svaté; za to, jak jsme jeden druhého zranili necitlivou formou, která byla zvolena pro ukončení spolupráce s knězem, který vypomáhal v pražské arcidiecézi a za necitlivou komunikaci. Je nám líto pohoršení, které tím mohlo vzniknout.
Arcibiskup však své rozhodnutí již nezměnil, což u části společnosti jen prohloubilo „nedůvěru k církevním institucím kvůli zneužití klerikalismu“.

## Ocenění
- V roce 2002 mu byl udělen Evropský prsten Dr. Aloise Mocka. Tato cena se uděluje jen osobnostem či institucím, jejichž působení stojí na evropských hodnotových představách o lidských právech, lidské důstojnosti a demokracii, a které se zasloužily o duchovní, kulturní, politické, hospodářské a společenské sjednocení Evropy v jejích nových geografických hranicích.[41]
- V roce 2003 mu ministr obrany udělil Záslužný kříž I. stupně.
- Byl mu také udělen Řád čestné lilie v trojlístku Zlatého stupně za vynikající zásluhy o skautské hnutí a službu skautským myšlenkám.
- V roce 2003 mu byl jako výraz ocenění za mnoholetou obětavou práci udělen Řád sv. Floriana Sdružením hasičů Čech, Moravy a Slezska.
- Dne 3. dubna 2008 převzal cenu „Anděl 2007“ v kategorii Cena prezidenta APH za nejvýznamnější charitativní počin v roce 2007 a to jako zakladatel projektu Tříkrálová sbírka, kterou každý rok v lednu pořádá Charita Česká republika.
- Dne 28. října 2008 mu prezident Václav Klaus „za vynikající zásluhy o rozvoj demokracie, humanity a lidská práva“ propůjčil Řád Tomáše Garrigua Masaryka II. třídy. Při udělování ceny byl Graubnerův přínos ústy prezidentského kancléře popsán slovy: „Mons. Jan Graubner patří k čelným představitelům římskokatolické církve naší země. Jako arcibiskup olomoucký a metropolita moravský [pozn. 1] se zasloužil o obnovu církevního života v naší zemi. Ve funkci předsedy České biskupské konference se aktivně angažuje ve veřejném životě, důraz klade především na dialog nad současnými problémy společnosti. Stál u zrodu mnoha vzdělávacích a charitativních organizací a institucí. V letošním roce oslavil 60. narozeniny.“

## Fotogalerie

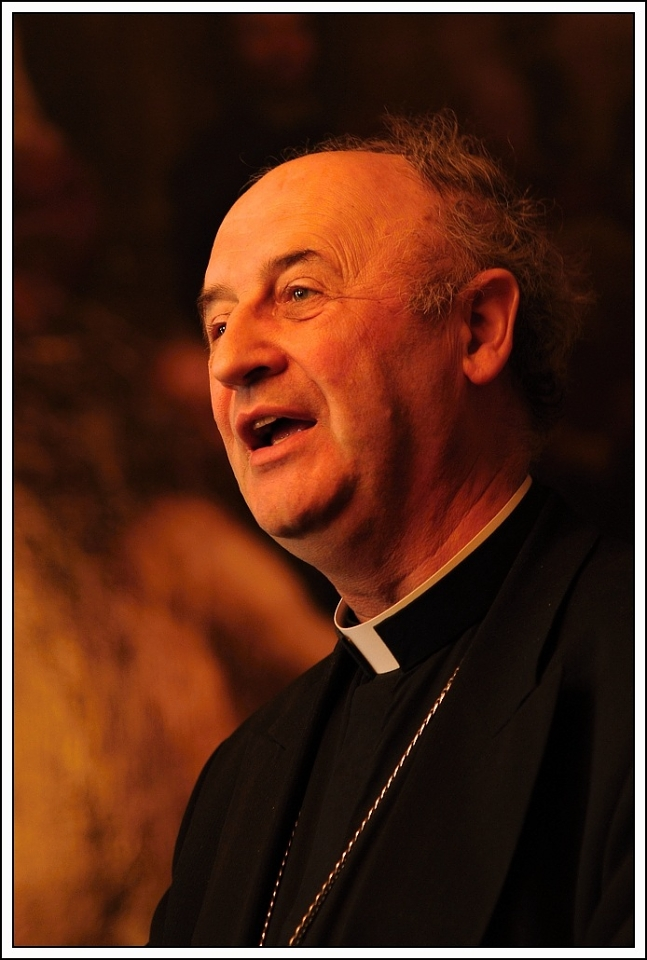
Jan Graubner (2011)
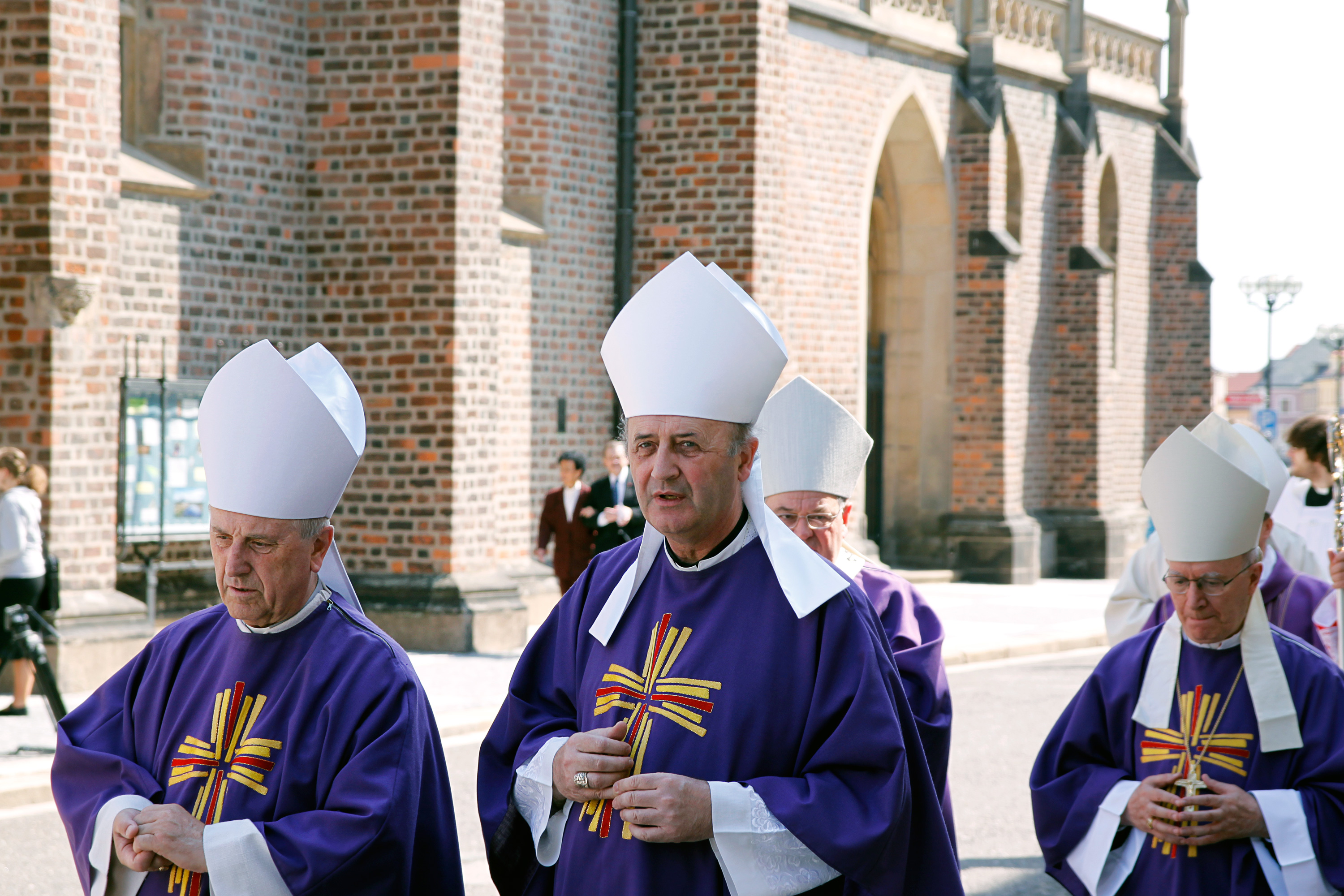
Uprostřed: Jan Graubner (Hradec Králové, červen 2011)
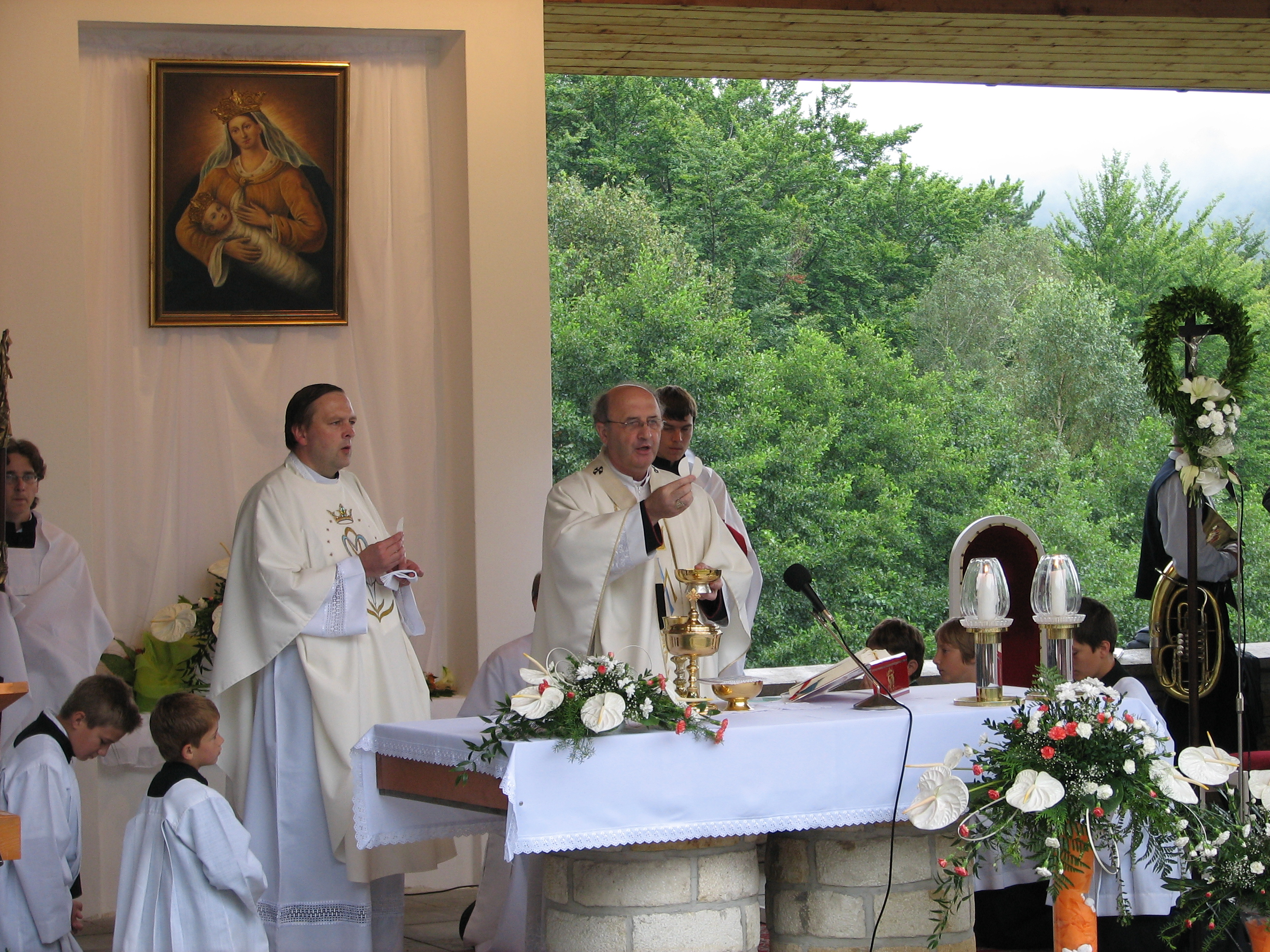
Jan Graubner při mši (Provodov – Malenisko, 2010)
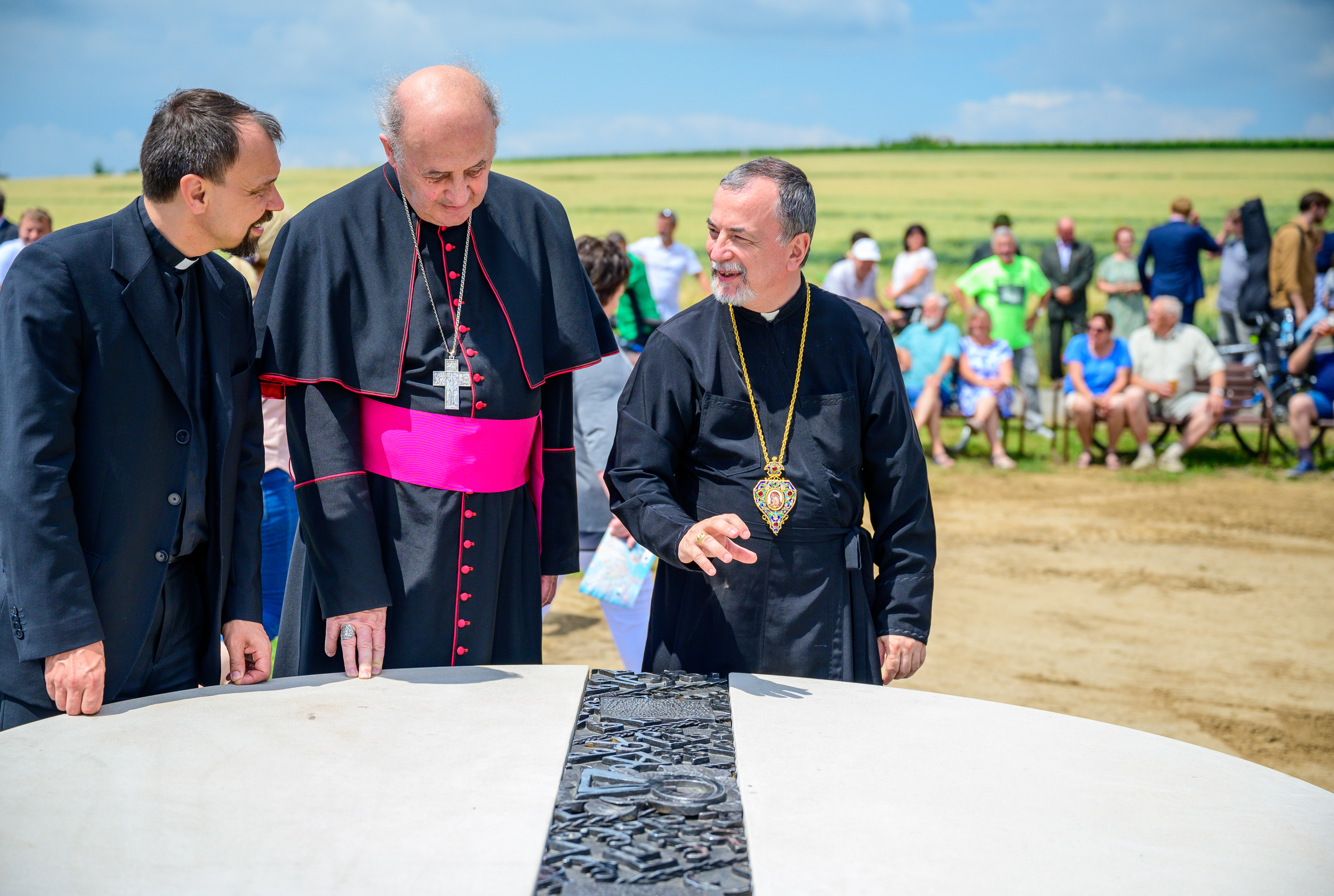